# Río Segundo (río)
El río Segundo o Xanaes es un río del centro-norte de la Provincia de Córdoba (Argentina). Nace en las laderas orientales de las Cumbres de Achala (a unos 2.000 m sobre el nivel de mar), que se encuentran en el centro de Sierra Grande, uno de los principales cordones de las llamadas Sierras de Córdoba.
Se forma a partir de la confluencia de  los ríos Los Molinos y Anisacate, dentro del Valle de Paravachasca en las cercanías de la ciudad de Despeñaderos. 
Estos dos ríos son los principales de la cuenca alta del río Segundo y reciben el caudal de numerosos ríos y arroyos, al oeste de las sierras Chicas. Los cursos de lo ríos de la Suela y San José forman el río de Anisacate; mientras que la gran presa del dique Los Molinos se forma al recoger las aguas de los ríos San Pedro, de los Espinillos, del Medio y de los Reartes, y permite regular el caudal del Xanaes.
En la ciudad de Despeñaderos el río sale de la región serrana para discurrir por la llanura pampeana, primero con dirección oeste-este y luego sudoeste-noreste, hasta desaguar por dos brazos principales -el más occidental llamado Canal de Plujunta en la gran laguna de Mar Chiquita. Al desembocar en dicha laguna, el río Segundo, junto al río Primero o Suquía y al río Dulce, constituye la gran cuenca endorreica de la Argentina central.
Durante su recorrido de unos 340 kilómetros pasa por las siguientes ciudades -además de Despeñaderos-: Río Segundo, Pilar, Costa Sacate, Rincón, Villa del Rosario, Tránsito, Arroyito, El Tío, Concepción del Tío, Marull, Balnearia y Altos de Chipión. Si se cuenta desde el dique los molinos tiene una suma total de unos 277 kilómetros.

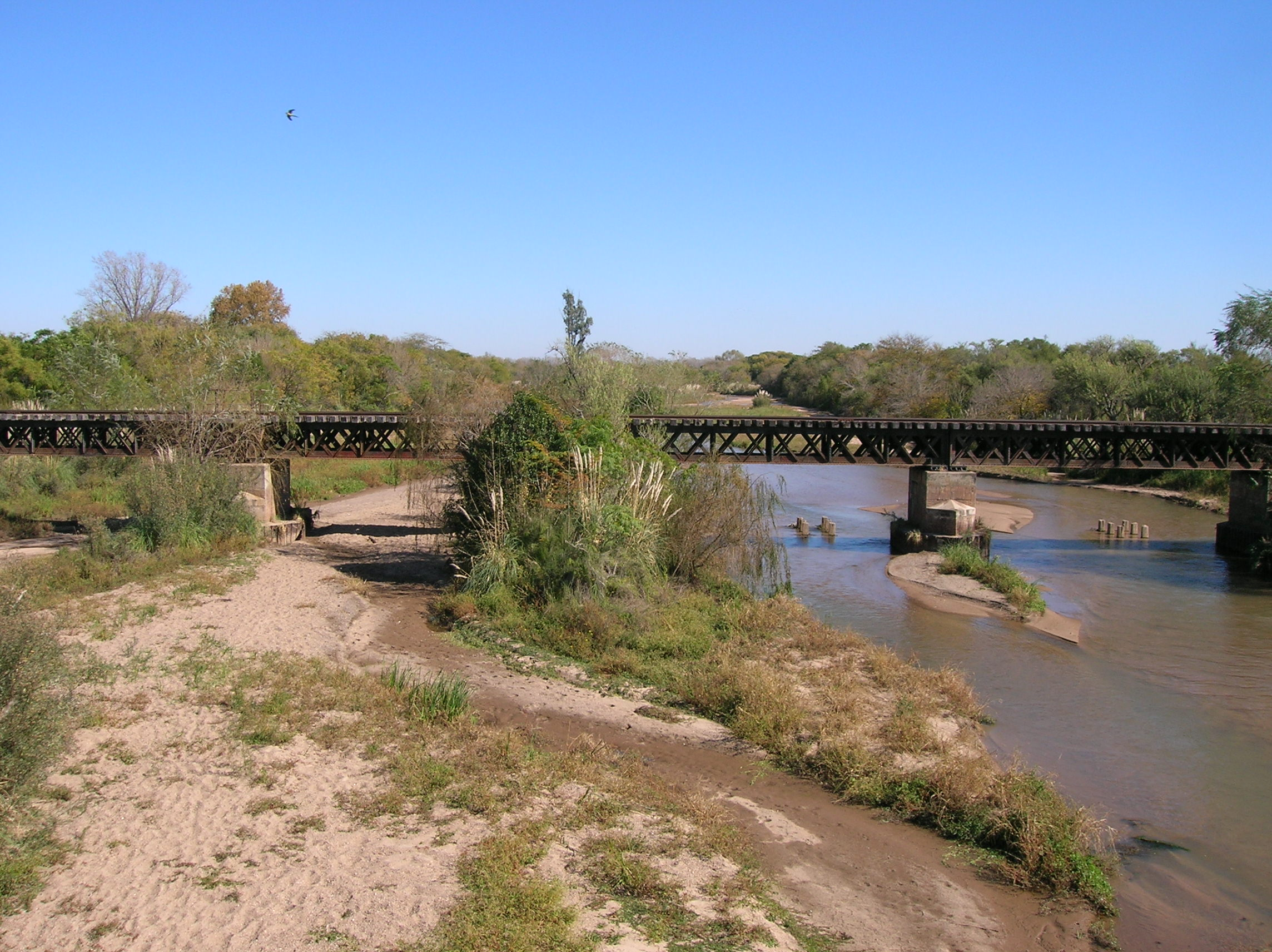
El río Xanaes luego de trasponer la ciudad de Villa del Rosario

El nombre alternativo Xanaes es de prosapia indígena, al parecer procedente de la etnia comechingón, aunque también es probable que se le diera el nombre por las incursiones ocasionales, a través de este río y del río Tercero de aborígenes chanaes procedentes del este. La pronunciación original habría sido semejante a "Janaes" o "Shanaes". Tal nombre aborigen fue casi completamente olvidado hasta que en los años 1980 se comenzó a usar la forma alternativa. En la actualidad la mayoría de la población prefiere seguir usando la denominación (río) Segundo.

## Puentes
Sobre el río hay una cantidad aproximada de 34 puentes.

### Puentes para vehículos
1. Puente de Marull a Balnearia: se encuentra sobre la RP17, al este de la localidad de Marull a una corta distancia y a 11 kilómetros de Balnearia. A solo 20 km de la más turística Miramar, un balneario ubicado sobre el río Xanaes.
2. Puente San Rafael: la localidad más cercana a este puente es Toro Pugio, que se encuentra a unos 18 kilómetros de distancia. El puente está en medio del campo y cerca se encuentra la capilla de San Rafael. Su ubicación exacta es 31°6'39.79"S / 62°49'55.40"O. El puente es de tipo arco. Solo puede transitar un vehículo a la vez, aunque actualmente no hay mucho tránsito debido a su aislamiento.
3. Puente de la Villa del Tío o Puente Romagosa: se encuentra al oeste de la localidad de Villa del Tío, a unos 6 kilómetros, y al sudeste de la localidad de Pichanas, a una distancia de 12 kilómetros. Es un puente de un solo carril y está un poco más transitado que el de San Rafael.
4. Puente del Fuertecito: se encuentra a unos 3 kilómetros de la localidad de Fuertecito en dirección norte. Tiene capacidad para que circulen dos vehículos al mismo tiempo.
5. Puente de Arroyito, se encuentra al noreste de la ciudad y cruzarlo permite llegar a las localidades de Tordilla y La Para.
6. Puente de La Curva: está al oeste del paraje de la Curva, el mismo se encuentra ubicado entre Tránsito y Arroyito, del que depende administrativamente.
7. Puente de la Villa del Tránsito: ubicado apenas a unos 800 metros de la localidad con su nombre. Al cruzarlo permite llegar a localidades rurales como Plaza Bruno y, más lejos, a Capilla del Carmen.
8. Puente de Capilla del Carmen: se encuentra a 2 kilómetros en dirección norte de la localidad de Capilla del Carmen. Es un puente moderno y tiene 2 carriles.
9. Puente nuevo Villa del Rosario: está ubicado sobre la RP10 en el lado noreste de la ciudad. Tiene dos carriles. La obra se inició en 1913 y el puente se inauguró en 1920.
10. Puente viejo Villa del Rosario: está al norte de la ciudad. Es de un solo carril.
11. Puente del Rincón: ubicado a 2 kilómetros en dirección noroeste del pueblo del rincón. Es un puente bajo de un solo carril.
12. Puente de Costa Sacate
13. Puente de la Autopista Córdoba-Villa María
14. Puente de la Ruta 9
15. Puente Negro
16. Puente bajo de Río Segundo y Pilar
17. Puente Cosme (X17)
18. Puente de Despeñaderos
19. Puente de la Ruta 36
20. Puente de la autovía los Despeñaderos
21. Puente de zona Rural de los Despeñaderos
22. Puente de Los Molinos

### Puentes ferroviarios
1. Puente de Marull a Balnearia. Se construyó en el año 1928 por esas vías, que dejaron de funcionar en 1978. Tenía su recorrido el ferrocarril General Belgrano, que unía Dean Funes con Santa Fe, pasando por la ciudad de Córdoba.[2]
2. Puente de La Curva. Actualmente es de la línea Belgrano Cargas y sigue en funcionamiento. Se encuentra paralelo al puente de la RN19.
3. Puente de la Villa del Tránsito. Se encuentra paralelo al puente de la Villa de Tránsito. Es un puente muy antiguo y la línea ya no está en funcionamiento. Esta línea llegaba hasta un lugar conocido como el Picaflor, donde se encontraba un gran aserradero de la época. Esta línea llegaba hasta tránsito donde se conectaba nuevamente con la línea del Belgrano Cargas.
4. Puente de Villa del Rosario. Se construyó para posibilitar la línea a Sumampa F.C. Mitre. Se inauguró el 2 de abril de 1933. Actualmente sigue en funcionamiento y pertenece a la línea Belgrano Cargas.
5. Puente de río segundo y Pilar
6. Puente de los despeñaderos
7. Puente de los Molinos

### Puentes abandonados o en desuso
1. Puente de Marull a Balnearia. Se encuentra al lado del nuevo puente; actualmente, se puede cruzar a través del mismo sin problemas. Fue reemplazado porque este puente solo tenía un carril.
2. Puente del Fuertecito. Está ubicado al lado del nuevo puente del Fuertecito, que se sustituyó por uno más moderno porque su estructura se estaba deteriorando y solo era de un carril. Desde 2016 ya no se puede subir al mismo con un vehículo, ya que no hay ningún camino y para ir caminando es complicado.
3. Puente de Arroyito. Actualmente ya no está en su ubicación original. El puente se trasladó cerca del predio de los boy scouts de la ciudad. Fue reemplazado porque solo tenía capacidad para un vehículo a la vez y por la construcción de la ruta E-52 que une las localidades de Sacanta con la Para.

### Otros puentes
1. Puente colgante de Arroyito. Único en su tipo, permite unir ambas márgenes. Fue realizado por el Club de Caza y Pesca Arroyito tomando como base, modelo y parte de materiales del antiguo Puente Colgante de Don Delfín Sánchez de Bustamante.
2. Puente canal cerca de Lozada

## Diques
A lo largo del recorrido del río Segundo o Xanaes se pueden encontrar 3 diques o represas.